# 印城十一人
印城十一人（英語：Indy Eleven）是一間位於美國印第安納州印第安納波利斯的球會。現時在美國足球冠軍聯賽參賽。

## 歷史
球會2013年成立，並於2014年加入北美足球聯賽，開幕戰更吸引了11,048名球迷進場觀看。
2016年春季聯賽，印城十一人在常規賽不敗的姿態下在總決賽反勝，首度成爲總冠軍。
2018年賽季起，印城十一人加盟了美國足球冠軍聯賽。

## 榮譽
北美足球聯賽
- 春季聯賽
  - 冠軍：2016年

## 外部連結
- 官方网站
- Video of club's NASL introduction （页面存档备份，存于）
- Video of club's jersey unveiling, sponsorship, and first player （页面存档备份，存于）